# دوريس يانكليويتز بيرغر
دوريس يانكليويتز بيرغر (7 مايو 1934م-18 مايو 2016م) فنانة من كوستاريكا وسياسية وناشطة سياسية وعضوًا في حزب التحرير الوطني (PLN). شغلت منصب السيدة الأولى لكوستاريكا من عام 1982م إلى عام 1986م أثناء رئاسة زوجها آنذاك، الرئيس لويس ألبرتو مونج. كانت أول سيدة يهودية في البلاد.

## سيرتها الشخصية

### بداية حياتها
ولدت يانكليويتز لأبوين يهوديين في 7 مايو 1934م، في سان خوسيه، كوستاريكا. كانت والدتها، روزيتا بيرغر سبيرو، بريطانية، بينما كان والدها، خورخي يانكليويتز رودستين، من الأرجنتين. لديها شقيقان، صموئيل ودانيال. عبرت يانكليويتز اهتمامها بالفنون عندما كانت طفلة. أخذت دروس العزف على البيانو وتعلمت الرسم الزيتي، والذي سيصبح تركيزها كفنانة.
التحقت بالمدرسة الثانوية في المدرسة الميثودية في كوستاريكا (كوليجيو ميتوديستا) في سان خوسيه. حصلت يانكلويتز على بكالوريوس الفنون الجميلة من جامعة كوستاريكا عام 1966م.
التقت يانكلويتز بزوجها المستقبلي، لويس ألبرتو مونج، في مأدبة غداء أثناء دراستها في جامعة كوستاريكا. كان مونجي أول سفير لكوستاريكا في إسرائيل (1963-1966م) في وقت اجتماعهما الأول. سرعان ما بدأوا في المواعدة. تزوج مونج ويانكلويتز في 25 نوفمبر 1965م، في حفل أقيم في سان خوسيه. كانت تبلغ من العمر 31 عامًا، بينما كان يبلغ من العمر 39 عامًا وقت زفافهما. أنجب الزوجان ابنة واحدة، لينا.

### حياتها السياسية والسيدة الأولى لكوستاريكا
أصبحت يانكليويتز نشطة في الجناح النسائي لحزب التحرير الوطني (PLN) بداية من السبعينيات. وواصلت رئاسة اللجنة الوطنية للمرأة في PLN لمدة ست سنوات. في عهد يانكليويتز، أنشأت لجنة المرأة فروعًا محلية في جميع أنحاء كوستاريكا.
ترشح لويس ألبرتو مونج لمنصب رئيس كوستاريكا في عام 1978م، لكنه خسر الانتخابات أمام رودريجو كارازو أوديو. شاركت يانكليويتز بشكل كبير في انتخابات عام 1978م وقامت بحملة نيابة عن زوجها. بعد أربع سنوات، ترشح مونجي للرئاسة مرة أخرى في الانتخابات العامة عام 1982م. هذه المرة، انتُخب رئيسًا بأكثر من 25 نقطة. فأصبحت دوريس يانكلويتز بيرغر السيدة الأولى لكوستاريكا في 8 مايو 1982م، وهو اليوم الذي أدى فيه زوجها اليمين كرئيس لكوستاريكا. وأصبحت أول يهودية تعمل كسيدة الدولة الأولى في التاريخ.
خططت يانكليويتز في البداية للتركيز على السياحة في كوستاريكا خلال فترة عملها كسيدة أولى. ومع ذلك، سرعان ما تحولت إلى قضايا أخرى، بما في ذلك الفنون وتعاطي المخدرات والرعاية الصحية. وفي عام 1984م، أسست السيدة الأولى يانكليويتز فرع كوستان ريكان من هوجارس كريا لمكافحة إدمان المخدرات بين الشباب. كما ساعدت في افتتاح مركز إعادة تأهيل مدمني الكحول، وهي عيادة تركز على إدمان الكحول.
بالإضافة إلى ذلك، قامت برعاية عدد من منظمات الرعاية الصحية والمجتمع، بما في ذلك مستشفى سان خوان دي ديوس في سان خوسيه والصليب الأحمر. نظرًا لخلفيتها الفنية، أنشأت يانكليويتز مؤسستين فنيتين، هما بيت الثقافة بونتاريناس والحرف اليدوية سارشي (سوق Sarchí Craft).
كرم المجلس الوطني للمرأة في المكسيك يانكليويتز بصفتها «سيدة أمريكا» في نوفمبر 1982م. وفي أكتوبر 1984م، منح خوان كارلوس الأول ملك إسبانيا يانكلويتز وسام إيزابيلا الكاثوليكية.
بدأ انفصال يانكليفيتز ولويس ألبرتو مونج في نهاية فترة رئاسته عام 1986م. وانفصلا فعليًا في يونيو 1988م، بعد عامين من تركها للمنصب.
توفيت دوريس يانكلويتز بيرغر، التي كانت مريضة لعدة أشهر، في 18 مايو 2016م عن عمر يناهز 82 عامًا.